# 德拉甘·阿季奇
德拉甘·阿季奇（1988年5月12日—），男，黑山手球教练。他曾带领黑山女子国家队参加2012年和2016年夏季奥林匹克运动会手球比赛，其中队伍在2012年奥运会获得一枚银牌。